# Stefan Michał Kwiatkowski
Stefan Michał Kwiatkowski (ur. 21 stycznia 1948 w Lisewie) – polski technolog kształcenia, pedagog i nauczyciel akademicki, profesor nauk humanistycznych, profesor zwyczajny Akademii Pedagogiki Specjalnej im. Marii Grzegorzewskiej w Warszawie, w latach 2012–2016 prorektor, a w kadencji 2016–2020 rektor tej uczelni.

## Życiorys
W 1971 ukończył studia w Politechnice Warszawskiej. Na tej samej uczelni w 1975 uzyskał stopień naukowy doktora nauk technicznych. Habilitował się w 1989 zakresie pedagogiki na Uniwersytecie Humboldtów w Berlinie. Tytuł naukowy profesora nauk humanistycznych otrzymał 28 listopada 1994. Specjalizuje się w zagadnieniach z zakresu kształcenia informatycznego i zawodowego oraz technologii kształcenia.
Był pracownikiem naukowym Politechniki Warszawskiej, na której pełnił m.in. funkcję wicedyrektora Instytutu Nauk Ekonomiczno-Społecznych (1987–1991). Zajmował stanowisko wicedyrektora (1991–1993) i dyrektora (1993–2007) Instytutu Badań Edukacyjnych. W 2009 został przewodniczącym rady naukowej tej instytucji. Zawodowo związany również z warszawską Akademią Pedagogiki Specjalnej im. Marii Grzegorzewskiej. W 2012 powołany na prorektora ds. nauki, a w 2016 wybrany na stanowisko rektora tej uczelni na czteroletnią kadencję (od 1 września 2016).
W latach 2007–2011 był przewodniczącym Komitetu Nauk Pedagogicznych Polskiej Akademii Nauk, a w latach 2011–2012 członkiem Centralnej Komisji ds. Stopni i Tytułów. W Wyższej Szkole Pedagogiczne ZNP w Warszawie kierował Zakładem Ekspertyz i Analiz. Powoływany w skład różnych organów doradczych i naukowych, m.in. na przewodniczącego rady zarządzającej Ośrodka Certyfikacji Kompetencji Personelu w Centralnym Instytucie Ochrony Pracy, przewodniczącego Komitetu Programowego ds. Certyfikacji Osób w Instytucie Transportu Samochodowego, a także w skład rad naukowych i redakcyjnych różnych czasopism (takich jak „Kogniwistyka i media w edukacji”, „Problemy profesjologii”, „Edukacja” i inne).

## Wybrane publikacje
- Kształcenie zawodowe – wyzwania, priorytety, standardy (2006)
- Szkoła a rynek pracy (2006)
- National Vocational Qualification Standards. The European Context (2007)
- Przedsiębiorstwo w rozwoju zawodowym pracowników (2007)
- Pedagogika pracy (2007)
- Prevention of Social Exclusion of the Youth (2008)
- Edukacja ustawiczna. Wymiar teoretyczny i praktyczny (2008)
- Przywództwo edukacyjne w teorii i praktyce (2010)
- Przywództwo edukacyjne w szkole i jej otoczeniu (2011)
- Przywództwo edukacyjne – współczesne wyzwania (2013)[2]

## Odznaczenia i wyróżnienia
- Krzyż Komandorski Orderu Odrodzenia Polski (2017)[5][6]
- Krzyż Oficerski Orderu Odrodzenia Polski (2008)[7]
- Krzyż Kawalerski Orderu Odrodzenia Polski (2001)[8]
- Złoty Krzyż Zasługi (1997)[9][1]
- Srebrny Krzyż Zasługi (1994)[10]
- Doktor honoris causa Uniwersytetu Pedagogicznego im. Komisji Edukacji Narodowej w Krakowie (2010)[2].